# 商務艙

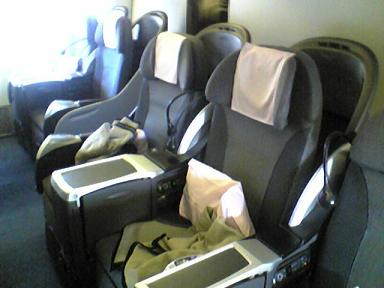
日本航空商務艙

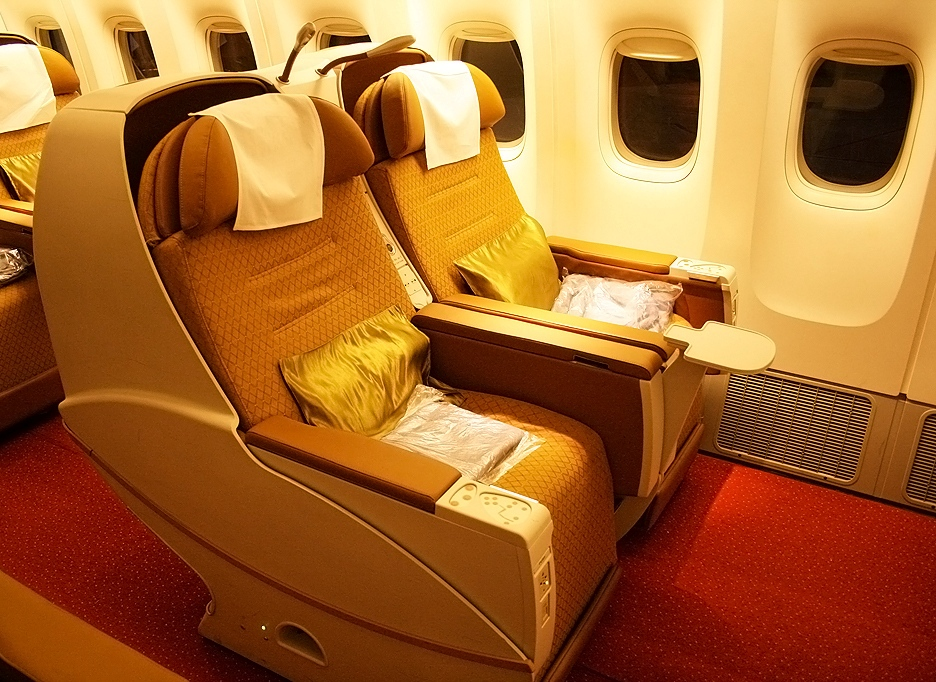
印度航空波音777-300ER的商務艙

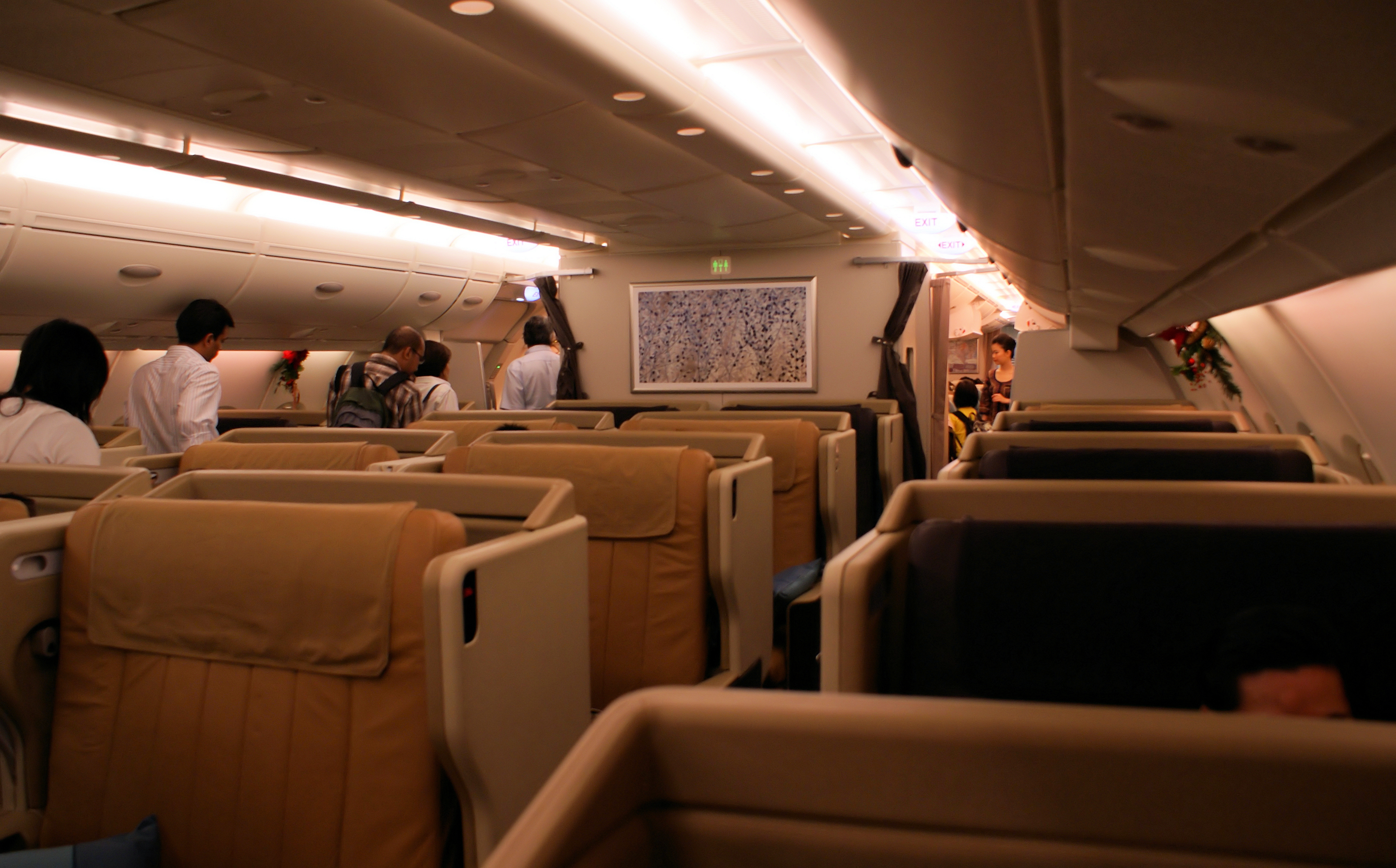
A380超廣體客機的商務艙

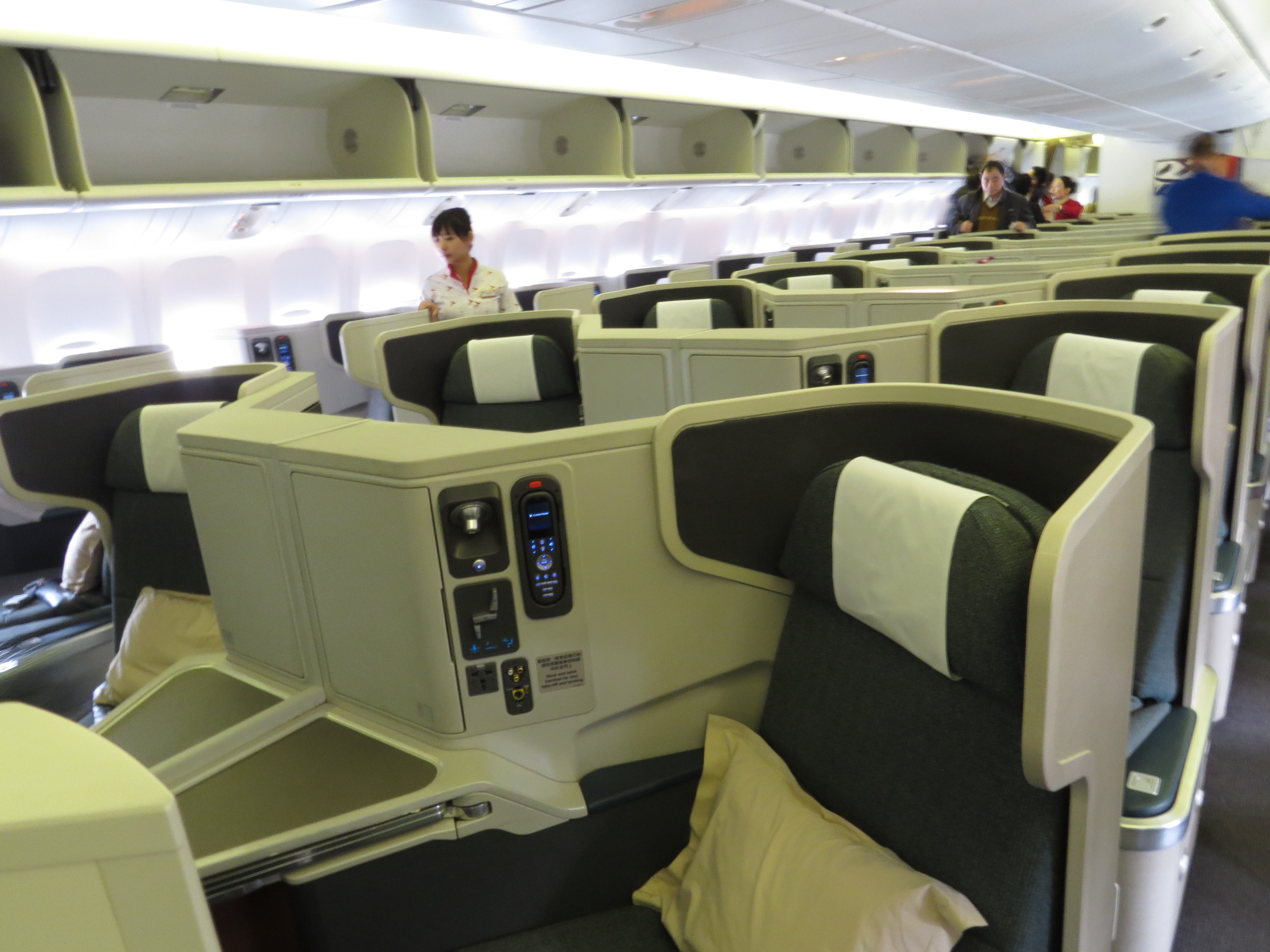
國泰航空波音777上配置的長途商務艙

商務艙是大部分交通工具旅行時座位的第二等級，此艙等在一些商業航線相當的常見。
在民用航空方面，国际航线商务舱等級比經濟艙以及國內航線頭等艙高，但比國際航線的頭等艙低。然而，為減低成本，除了美國航空、國泰航空和聯合航空之外，大部分航空公司如維珍航空、芬蘭航空、新西蘭航空、中華航空（曾以波音747-400提供頭等艙）和加拿大航空等，均僅以商務艙為國際線等級最高艙等；例如長榮航空在2007年12月正式將旗下飛機上所有頭等艙取消，並以服務品質比一般商務艙稍高的「桂冠艙」與商務艙取代，來期許提供有接近頭等艙品質的商務艙服務。維珍航空等極少數航空公司則推出全機商務艙。

## 搭乘客層
商務艙(J)的票價約為經濟艙(Y)的2-3倍以上，除了購買全額票價的旅客，尚有以下途徑：
- 常客以飞行常客奖励计划或信用卡累計或購買里程升等；
- 經濟艙旅客加價升等；
- 經濟艙機位超賣時，且較早在機場櫃台辦理報到者，航空公司通常會以持有航空公司會員卡、購買折扣較少票種等順序升等至商務艙。

部分低成本航空也配有商務艙的服務，並在窄體客機上配置類似豪華經濟艙的加大椅距座椅，並配置在飛機前段，提供旅客優先上下機的服務；低成本航空業者的長程廣體客機上（如酷航、ZIPAIR Tokyo等），亦配置類似標準商務艙的大型躺椅，但移除機上娛樂，而餐食、盥洗用品、拖鞋均改為收費制。

## 服務及禮遇

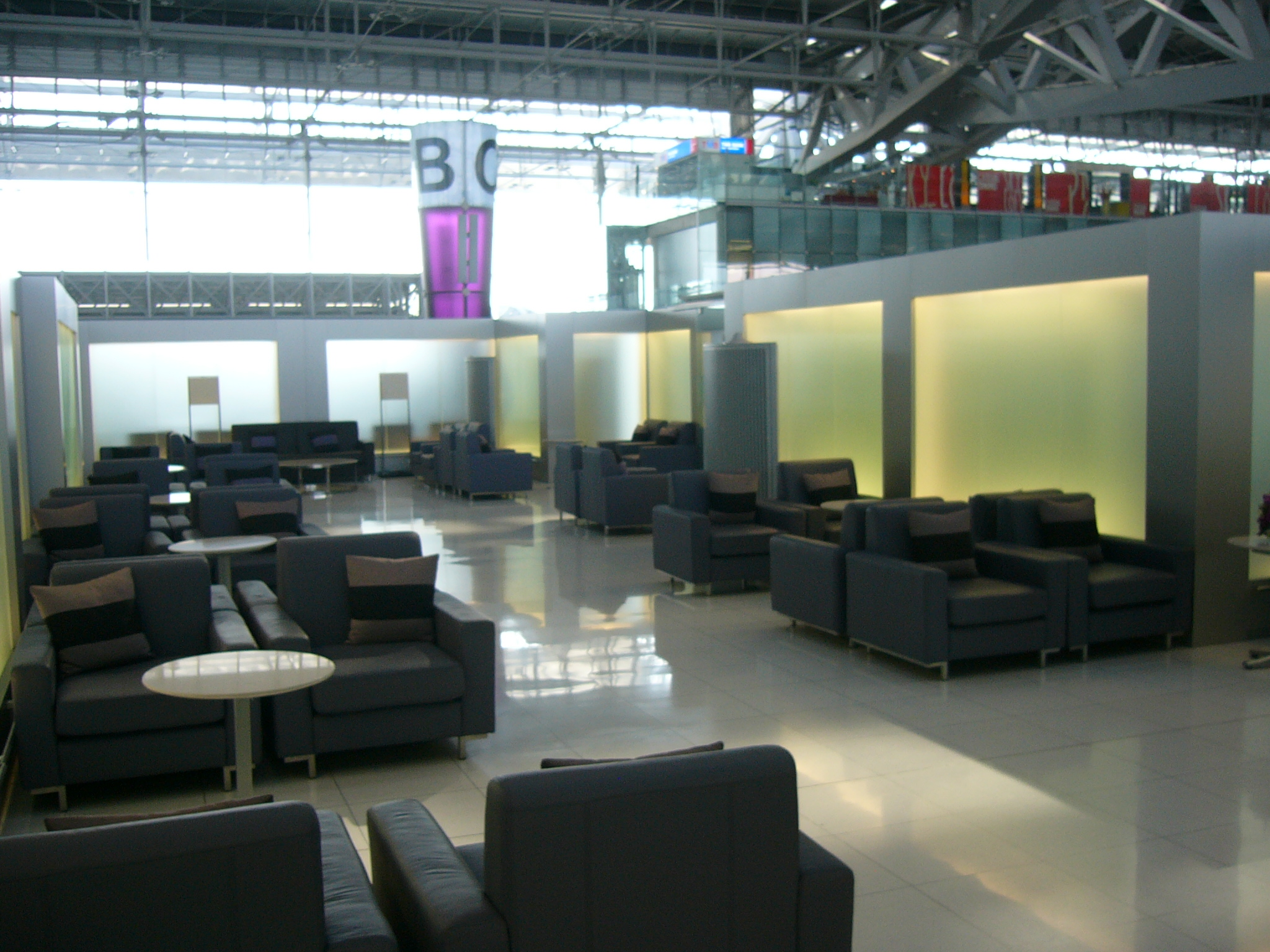
泰國國際航空商務艙專用的候機室

機內服務和座椅品質因航程長短、航空公司不同有所差異。

### 地面服務
- 市內到機場的接送服務（部分航空公司提供）
- 專用的登機手續櫃檯
- 行李的重量制限較寬鬆
- 抵達時可優先領取行李
- 住家到機場間行李可免費送達（部分航空公司提供）
- 出發地和過境機場的專用候機室
- 優先登機、下機
- 飛行常客獎勵計劃較經濟艙享有額外哩程點數累積
- 若在遠端停機坪下機時，機場會提供內裝較豪華、空間較寬敞、配備專屬座椅的專屬接駁車，跟經濟艙接駁車區分

### 機內、車內服務

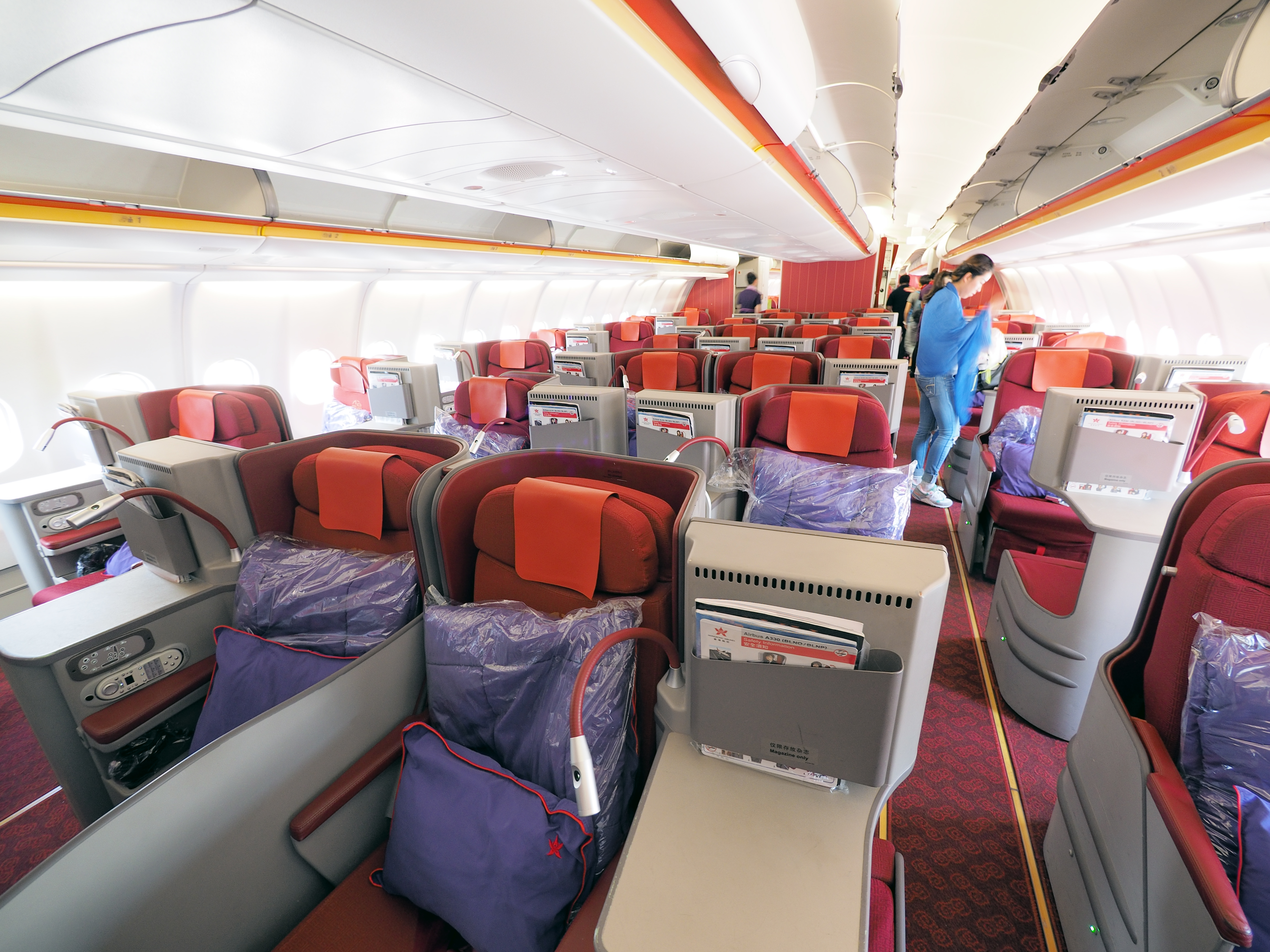
香港航空長途Solstys商務客艙，座位交由法國航空工業公司Stelia設計

- 依據不同的航空公司，採用電動座椅，可向後傾斜的角度大概為160到180度之間，平均的座椅間隔為127到160公分，甚至是全平躺，座椅寬度明顯大於經濟艙座椅。
- 提供拖鞋、眼罩、以及化粧用具，多以長程航班為主。
- 長程班機的飛機餐是多道菜式的料理，比經濟艙的選擇更多；中短程的話只有一道菜，有3種主菜可選擇；部分航空公司會開放商務艙旅客在網路報到介面預選餐點。
- 有些航線會提供杯麵、飯糰、三明治等輕食，或是蛋糕、冰淇淋等免費的食品。
- 長程航線大多會有吧台的設置。
- 盥洗室與經濟艙有所隔離，設備也有所不同，有些航空還會準備手巾。
- 機上娛樂系統的螢幕較大、節目選項較經濟艙豐富（部份短程航線及舊型飛機可能全機均無，或僅商務艙以上設置）。
- 設有交流電或USB插座供充電或筆記型電腦使用。
- 一部分的航空公司引進機上按摩的服務。
- 部分歐洲短程航線窄體客機商務艙的座椅設計，並非採用大型躺椅，而是沿用3-3排座的經濟艙座椅，但中間座椅鎖住並改放小餐桌，同時提供比經濟艙優越的服務。

## 稱呼
不同航空公司對商務艙的稱呼如下：
- 西北航空、荷蘭皇家航空：World Business Class
- 大陸航空：BusinessFirst
- 達美航空：Delta One
- 大韓航空：Prestige Class
- 加拿大航空：International Business Class
- 全日空：CLUB ANA / New Style CLUB ANA / CLUB ANA Asia/The Room（777-300ER全新212座位配置）
- 中華航空：尊爵華夏艙(Dynasty Class)（個人、雙人套房，A330-300）/豪華商務艙(Premium Business Class)（777-300ER、A350-941 XWB）
- 長榮航空：皇璽桂冠艙(Royal Laurel)（777-300ER、787-9、787-10）[1] /桂冠艙(Premium Laurel)（A330-200、A330-300）[2] / 商務艙(Business Class)（A321-200）[3]
- 香港航空：Business Class
- 國泰航空：Aria Suite、Business Class
- 冰島航空：Saga Class
- 菲律賓航空：Mabuhay Class
- 太平洋航空：Tabua Class
- 英國航空：Club World/Club Suite
- 阿根廷航空：Club Condor
- 法國航空：l'Espace Affaires
- 日本航空：Executive Class Seasons、Sky Suite（777-200ER、777-300ER、787-8、787-9、A350-1041 XWB）
- 新加坡航空：萊佛士客艙（Raffles Class）（前稱）
- 國泰航空：爾雅商務艙（Aria Suite） (僅在部份波音777，預計於2024年第二季登場)
- 泰國國際航空：Royal Silk
- 馬來西亞航空：Golden Club Class
- 阿聯酋聯合航空：Pearl Zone
- 维珍航空：Upper Class
- 全亞洲航空：Premium Flatbed
- 卡塔爾航空：Q Suite(僅在部份A350及波音777)

## 铁路商务座

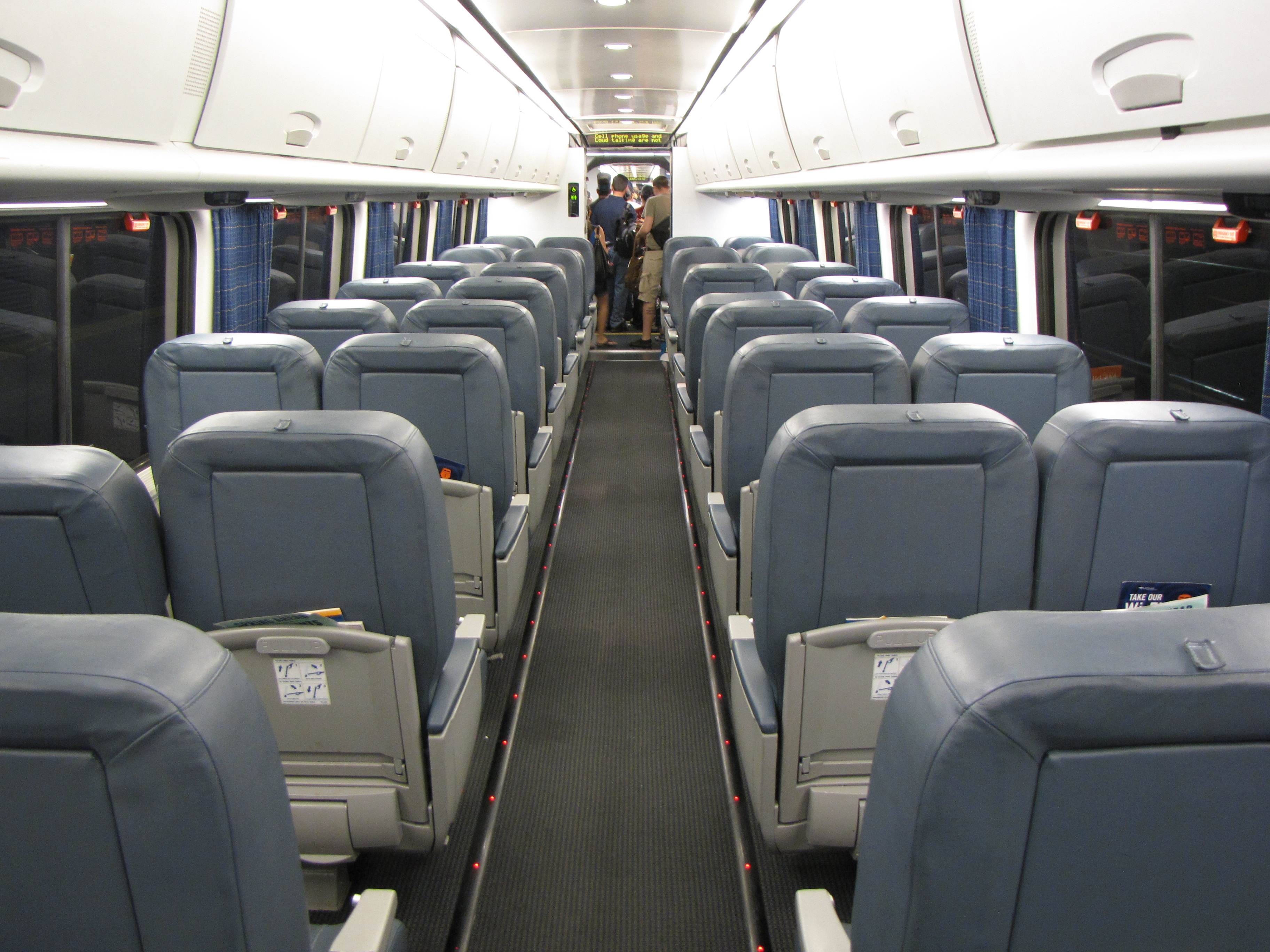
美國Acela的商务车廂
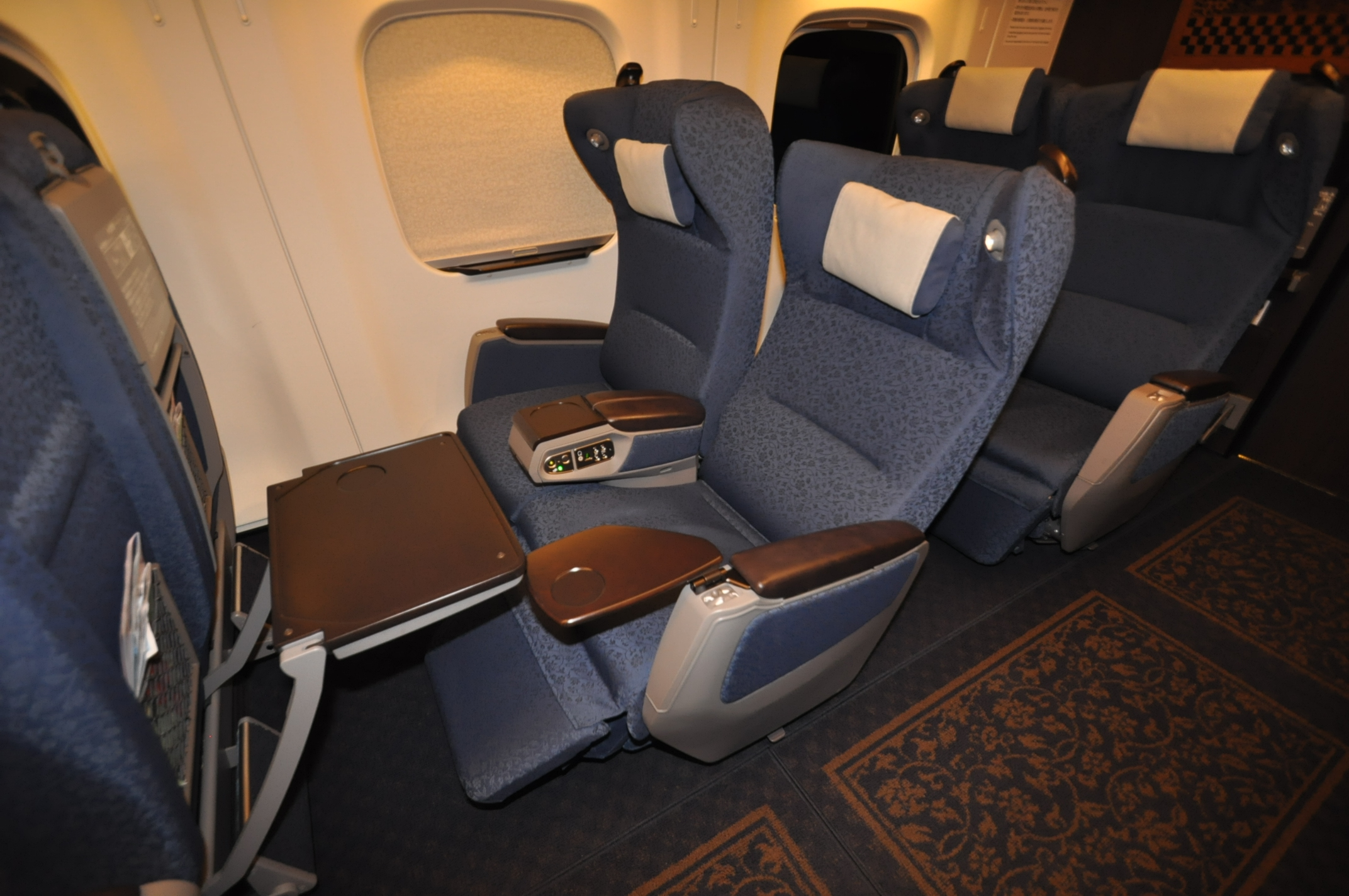
JR九州新幹線N700系7000番台的綠色車廂
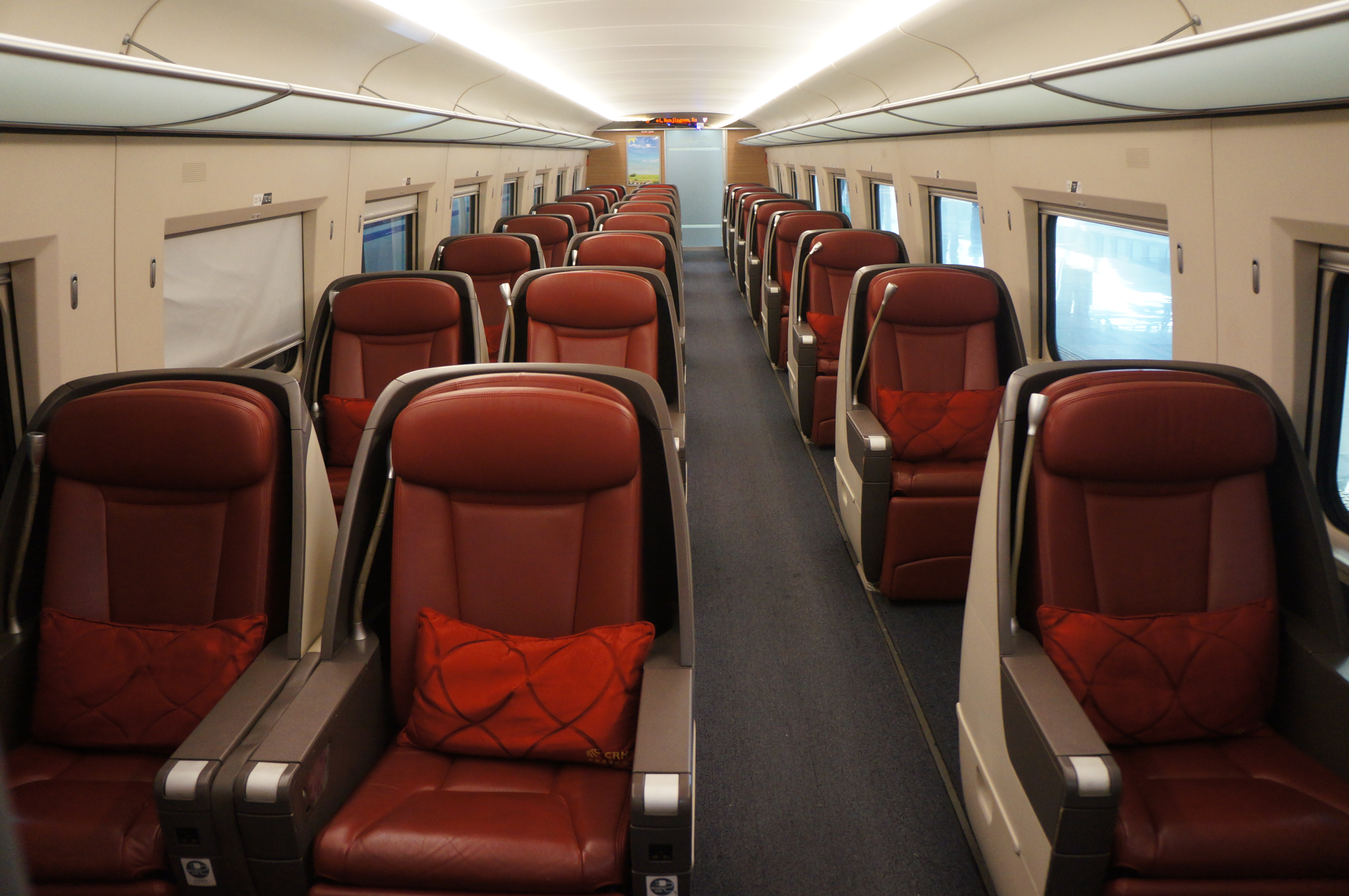
中国高速铁路和谐号CRH380A型电力动车组商务座车；商务座在中国铁路系统的等级高于一等座
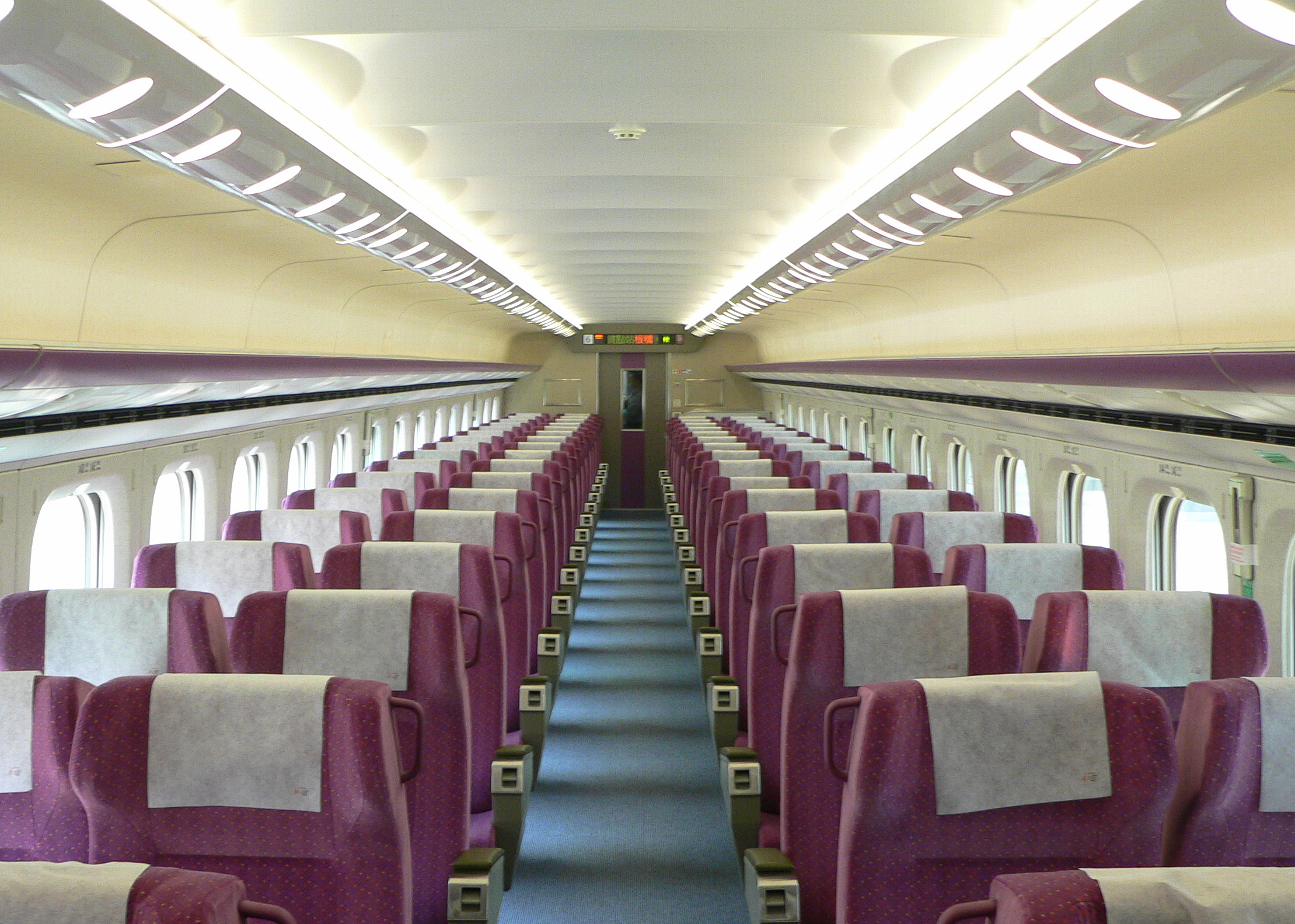
台灣高速鐵路700T型電聯車的商务车廂
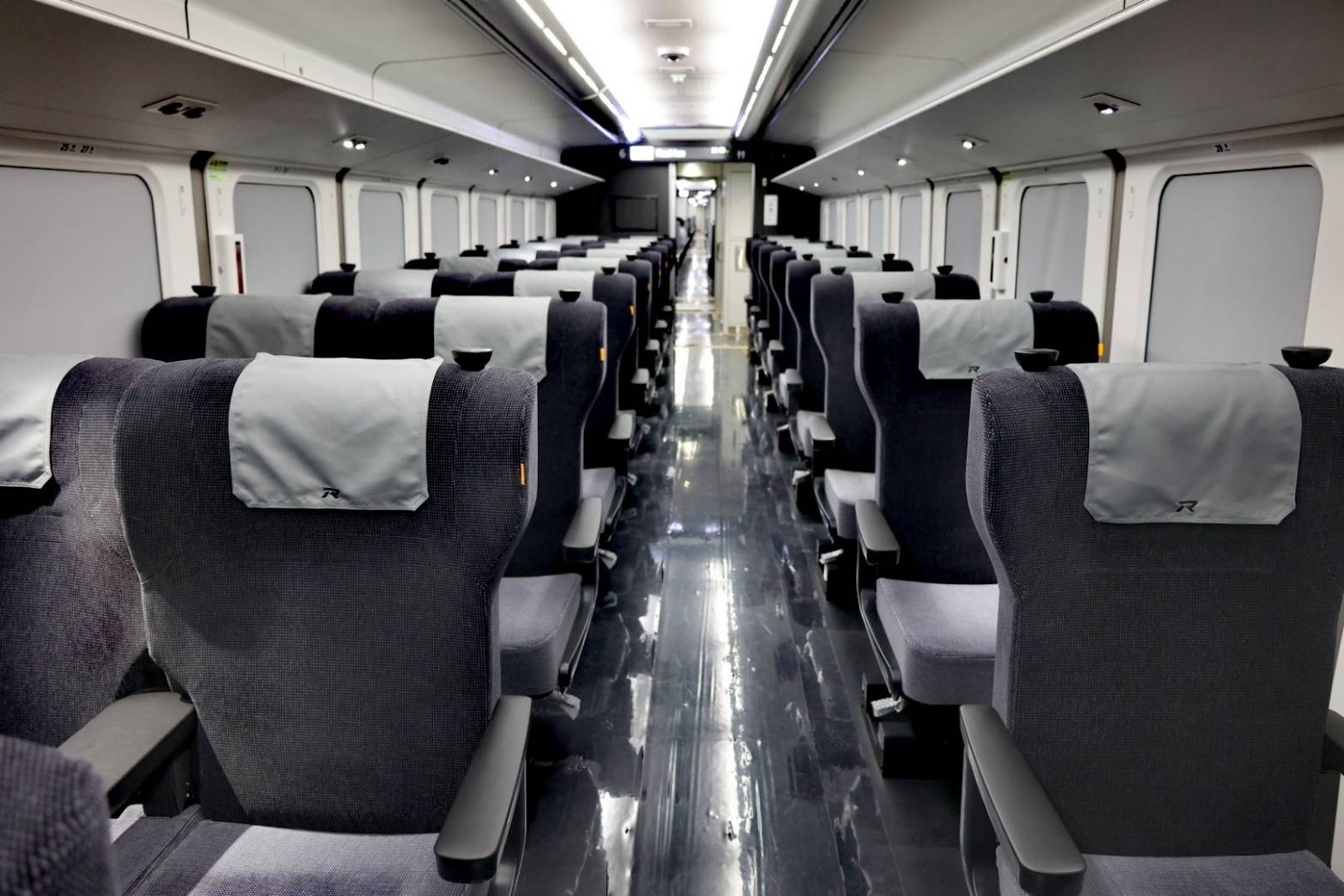
EMU3000型的騰雲座艙

商务座是美鐵中程旅客列车（如東北走廊的多数列车和太平洋冲浪者号列车）的最高席别，而在Acela上是主要席别（其最高席别为一等座）。
日本JR的綠色車廂相當於商務艙等級的車廂，存在於新幹線及在來線的特急列車和少數普通列車。
在中国高速铁路中，商务座是部分動車組列车的最高席别，座位按2+1方式排列，票價約為二等座的3倍，车厢编号前缀一般为SW（一等、商务合造车为ZYS，二等、商务合造车为ZES）。现时多数CRH380系列动车组配备商务座，但也有部分非统型CRH380系列不设商务座（如非统型CRH380D，其最高席别为特等座）。一些规模较大的高速铁路车站会对商务座旅客设立专属候车区域。在部分列车的商务座还会提供小零食、饮品，到了用餐时间，还会提供盒饭。
台灣高速鐵路700T型電聯車的第六節車廂為「商務車廂」，票價依搭乘距離長短約為標準車廂的1.6倍至2.5倍，並常駐隨車服務員、提供迎賓茶點。而台鐵公司也有商務車廂，目前在莒光號系列中，車廂代號「BCK」即是商務車，定員33席，主要運用在觀光列車之用途，或者附掛在一般莒光號班車之中，票價以自強號計收。過去曾在EMU100型電聯車設置商務艙，目前EMU3000型電聯車在第6車設置商務艙並將其命名為「騰雲座艙」，於2021年12月29日起開始上線營運；台鐵EMU3000型商務艙，旅客可在上車前於台鐵公司官網預選餐點（例如台鐵便當），並且能使用南港車站和花蓮車站的貴賓候車室。